# Nice Volley-Ball
Maillots
Actualités
Dernière mise à jour : 16 novembre 2023.
Le Nice Volley-Ball est un club français de volley-ball fondé en 1976 et basé à Nice. Il  évolue actuellement en championnat de France de volley-ball de Ligue A, le plus haut niveau national.

## Historique
Le Nice Volley Ball est créé le 29 septembre 1976 sous l'impulsion de ses deux principaux fondateurs Guy Tillie et Claude Rey.

## Palmarès
- Coupe de France
  - Finaliste : 2023
- Championnat de France de Ligue B
  - Champion de France : 2016
- Championnat de France de Ligue B
  - Vice Champion de France : 2015
- Championnat de France de Ligue B
  - Vice Champion de France : 2014
- Coupe de France
  - Demi-Finaliste : 2010
- Championnat de France Pro B
  - Vainqueur : 1995

## Classement
- Saison 2002/2003  : 6e Pro Ligue AM
- Saison 2003/ 2004  : 10e Pro Ligue AM
- Saison 2004 / 2005 : 7e Pro Ligue AM
- Saison 2005 / 2006 : 8e Pro Ligue AM
- Saison 2006 / 2007 : 14e Pro Ligue AM (Relégation en Ligue B)
- Saison 2007 / 2008 : 4e Pro Ligue BM
- Saison 2008/ 2009  : 3e Pro Ligue BM (Accession en Ligue A)
- Saison 2009 / 2010 : 11e Pro Ligue A
- Saison 2010 / 2011 : 13e Pro Ligue A (Relégation en Ligue B)
- Saison 2011 / 2012 : 5e Pro Ligue B
- Saison 2012 / 2013 : 7e Pro Ligue B
- Saison 2013 / 2014 : 2e Pro Ligue B
- Saison 2014 / 2015 : 4e Pro  Ligue B
- Saison 2015 / 2016 : 1re Pro Ligue B (Champion et Accession en Ligue A)
- Saison 2016 / 2017 : 7e Pro Ligue A
- Saison 2017 / 2018 : 9e Pro Ligue A
- Saison 2018 / 2019 : 5e Pro Ligue A
- Saison 2019 / 2020 : 14e Pro Ligue A
- Saison 2020 / 2021 : 13e Pro Ligue A
- Saison 2021 / 2022 : 8e Pro Ligue A
- Saison 2022 / 2023 : 13e Pro Ligue A

## Joueurs et personnalités du club

### Entraîneurs
- 1990-1995 :  Éric Montagnon
- 1996-2007 : / Mladen Kašić
- Janvier 2007-2008 :  Jean-Michel Roche
- 2008-2010 :  Leonard Barić
- 2010-2011 :  Slobodan Lozančić
- 2011-2019 :  Mladen Kašić
- 2019-2021 :  Ratko Peris
- 2021-2023 :  / Rafael Redwitz
- 2023-2024 :  Éric Montagnon
- 2024- :  Brice Donat